# Dadaïsme

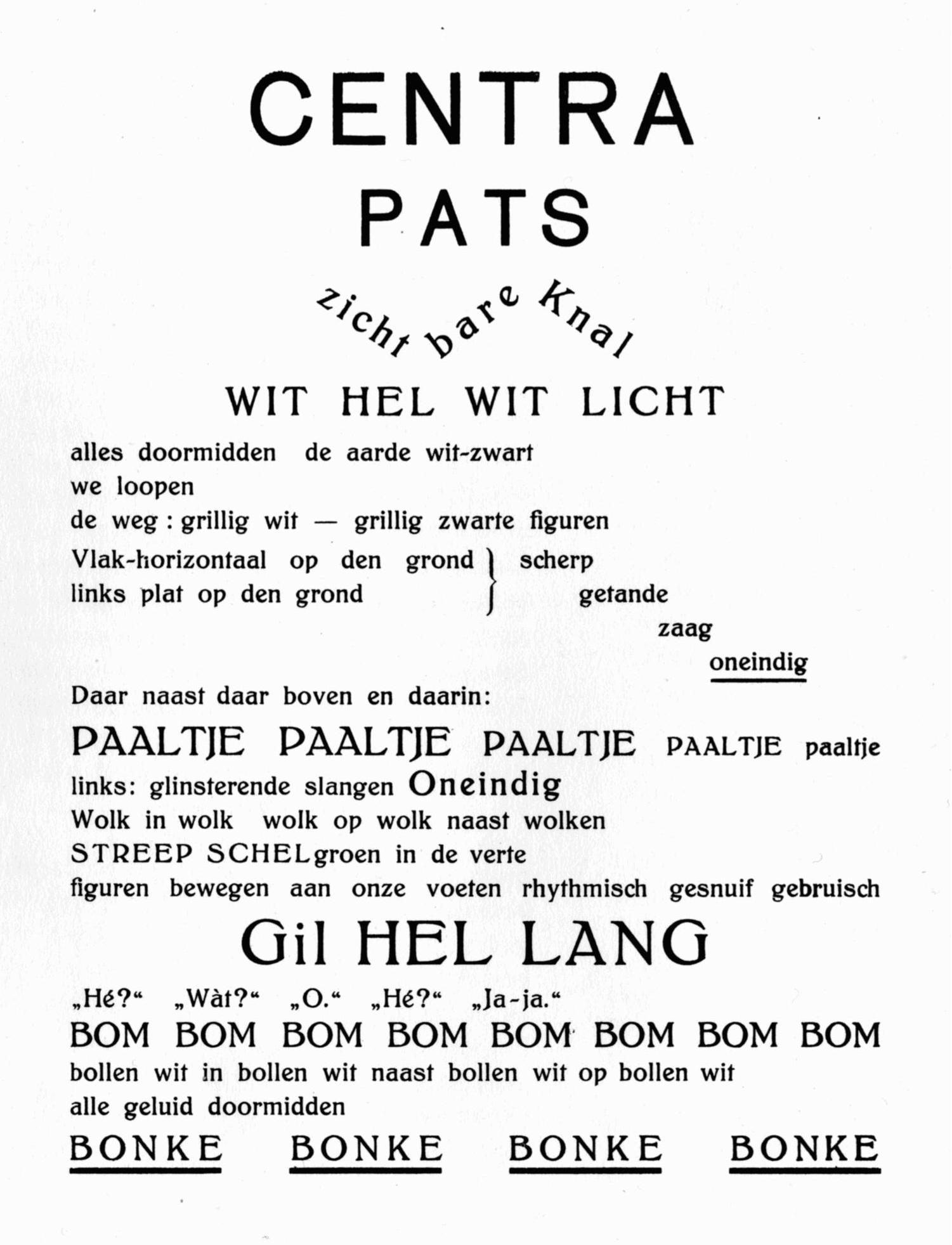
Poëzie van Theo van Doesburg, typografisch uitgewerkt door I.K. Bonset, een voorbeeld van Nederlands dadaïsme

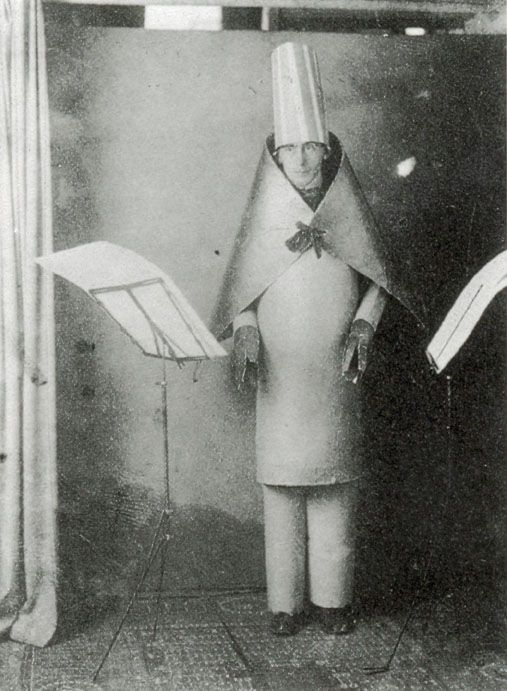
Hugo Ball, optreden in Café Voltaire (1916)

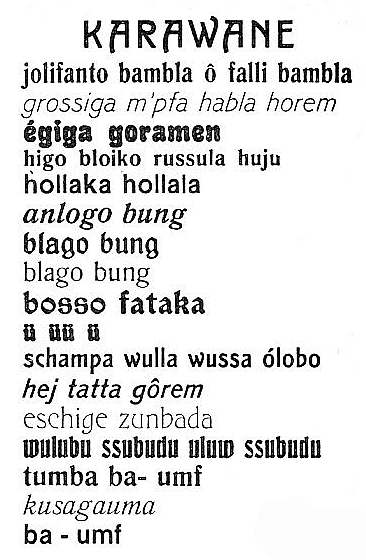
Het klankgedicht Karawane van Hugo Ball

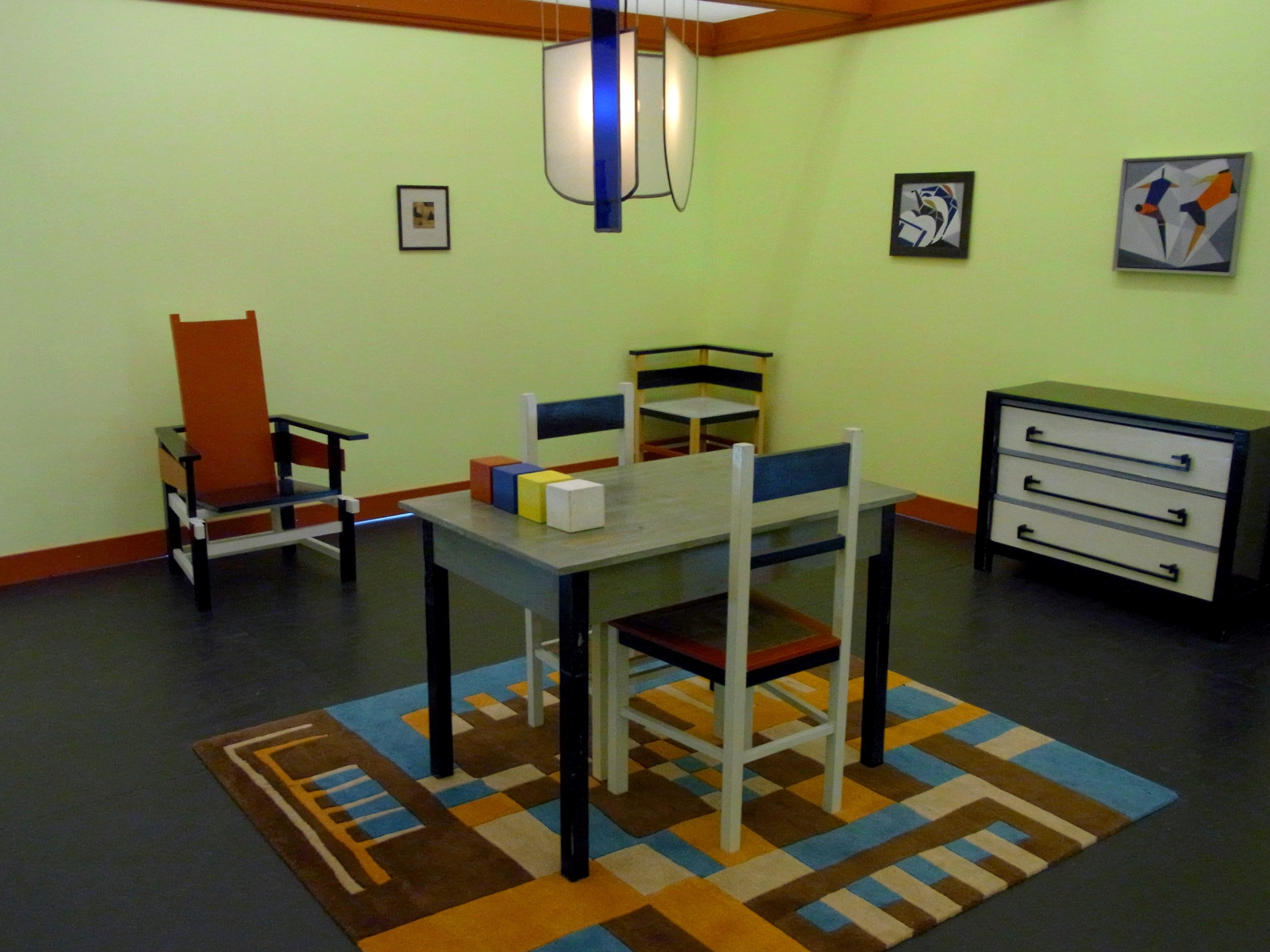
Kamer naar ontwerp van Thijs Rinsema tijdens expositie in 2011/2012 in Museum Dr8888.

Het dadaïsme of kortweg dada was een culturele beweging die tijdens de Eerste Wereldoorlog ontstond in Zürich, in het neutrale Zwitserland.
De beweging beleefde tussen 1916 en 1920 haar hoogtepunt. De kunstenaars van dada hielden zich bezig met mengvormen van beeldende kunst, poëzie, theater en grafisch ontwerp. De beweging toont qua geesteshouding verwantschap met het nihilisme door het opzettelijk irrationele en het ondergraven van de algemeen geaccepteerde standaarden; dadaïsten verwierpen logica en traditionele kunst, die ze verantwoordelijk hielden voor de maatschappelijke destructie.
Hoewel de beweging slechts korte tijd heeft bestaan, was haar invloed zeer groot. Dada is een kunst net onder de realiteit. Kunstenaars hielden zich bezig met het gebruik van voorwerpen die al bestonden, maar zij maakten er net iets anders van dan de oorspronkelijke functie, bedoeling of hoedanigheid.

## Oorsprong
Dadaïsme ontstond als reactie op de verschrikkingen van de Eerste Wereldoorlog. Er ontstond een tendens onder zowel literaire als beeldend kunstenaars het artistieke gebeuren brutaal en schokkend te bespotten. Dit was voor hen een middel om de schijnheilige waarden van de toenmalige 'beschaafde' wereld aan te vallen. In de woorden van Richard Huelsenbeck: "De dadaïst acht het noodzakelijk om zich tegen de kunst uit te spreken, omdat hij door de oplichterij van kunst als morele veiligheidsklep heen kijkt." Het dadaïsme groeide uit tot een internationale beweging.
Een eerste aanzet is achteraf te herkennen in het Fietswiel op een tabouret uit 1913 van de Franse kunstenaar Marcel Duchamp, destijds behorend tot de Puteaux-groep, dat hij echter uitsluitend voor zijn eigen genoegen gemaakt had en dat nooit op een expositie gepresenteerd werd.
De beweging kwam pas echt van de grond in 1916 in het Café Voltaire in Zürich, door een groep kunstenaars rond de Roemeense dichter Tristan Tzara, met de Elzasser Hans Arp, de Duitsers Hugo Ball en Richard Huelsenbeck, de Zwitserse Sophie Taeuber, de Nederlander Otto van Rees, zijn vrouw Adya van Rees, en de Roemeen Marcel Janco. Zij verspreidden van daaruit hun manifesten onder de willekeurig gekozen naam Dada (het Franse woord voor speelgoedpaardje), naar het honend spottend infantiele toe.
Terzelfder tijd sloegen in New York Francis Picabia, Marcel Duchamp met zijn readymades, Man Ray, Walter Arensberg en Marius de Zayas een soortgelijke richting in, vanuit de galerie van fotograaf Alfred Stieglitz en zijn tijdschrift 291. In 1917 kwam het tot een toenadering tot de Zürichse groep. Uit dat jaar dateert tevens de lange tijd aan Duchamp toegeschreven Fountain.
De term dada betekent in het Frans hobbelpaard of stokpaard. Het werd gekozen door een zakmes willekeurig in de bladzijden van een Frans-Duits woordenboek te steken, aldus de anti-rationele houding van de beweging symboliserend.

## Van Zürich naar andere Europese steden
Na de Eerste Wereldoorlog verspreidde de beweging zich, vanuit de Zürichse groep, over West-Europa en werden Berlijn, Keulen en Parijs nieuwe centra. Huelsenbeck werkte in Berlijn, waar George Grosz, Johannes Baader, Hannah Höch, Raoul Hausmann en John Heartfield (Helmut Herzfeld) zich bij hem aansloten.
In Keulen vond de Zürichse groep een sterk dadaïst in Max Ernst, die daar bevriend was met Arp en met Johannes Baargeld. Even verderop werkte Kurt Schwitters in Hannover zijn Merz-collages uit. Hij hield contact met Theo van Doesburg, die in Nederland de dada-vlag hooghield en Wat is Dada? uitgaf. In 1923 voerden zij langs een aantal Nederlandse plaatsen de zgn. 'Dada-tournee of -veldtocht' uit.
In Parijs ging men aanvankelijk van de literatuur uit met André Breton, die later een belangrijke rol zal spelen in het surrealisme. Philippe Soupault, Paul Eluard en Louis Aragon waren de medespelers. Het was eerst tussen 1920 en 1922 dat de dada-exposities aan bod kwamen. In Parijs ook kwam de onenigheid tussen Breton en Tzara aan het licht. Toen Breton, in 1924, zijn Premier manifeste du Surréalisme uitbracht, was het meteen gedaan met het dadaïstische anarchisme.
Vanuit Barcelona was het weer Picabia, die met zijn tijdschrift 391 een vervolg publiceerde op zijn eerder New Yorkse 291. Uit New York kwam in 1921 nog een eenmalig nummer New York Dada van Marcel Duchamp en Man Ray.
In België vertoonde dichter Paul van Ostaijen in zijn grotesken en in de bundel Bezette stad dadaïstische trekken, terwijl Paul Joostens het beeldende aspect uitwerkte.
Dadaco van Tzara en Huelsenbeck evenals Dadaglobe, twee literaire projecten die waren opgezet vanuit het dadaïsme, kwamen niet van de grond wegens geldgebrek.

## Invloed en navolging
Ondanks de negatieve uitingsvormen en het systematisch afwijzen van enige positieve esthetiek, was de dadaïstische beweging van invloed op de verdere evolutie in de beeldende kunst. Zo leefde in het surrealisme en fluxus (aanvankelijk ook aangeduid als 'neo-dada') het idee van de absolute artistieke vrijheid en de herwaardering van het irrationele voort, in de happenings de anarchistische geest van het Cabaret Voltaire, in popart het werken met banale motieven en materialen en in de conceptuele kunst de vervreemdende combinatie van woord en beeld.
Kunstvormen die de dadaïsten veel gebruikten waren de collage, de assemblage en in de dichtkunst de nonsensgedichten die puur gericht waren op klankuitingen, meer bepaald het simultane gedicht en het bruïtistische gedicht.
Later zijn er nog maar weinig Nederlandse kunstenaars die zich met recht dadaïst konden noemen. Chaim Levano (1928-2016) werd vaak "de laatste dadaïst" genoemd.
Tussen 1987 en 1998 verzorgde de theatergroep Schraalhanskeukenmeester onder de noemer 'Merz-Inn' diverse dadaïstische performances op locatie, waarin behalve invloeden van Kurt Schwitters ook verwijzingen verwerkt waren naar het gedachtegoed van Marcel Duchamp en Theo van Doesburg.

## Lijst van dadaïsten
- Guillaume Apollinaire (1880-1918)
- Jean Arp (1886-1966)
- Johannes Baader (1875-1955)
- Johannes Theodor Baargeld (1892-1927)
- Alice Bailly[2]
- Hugo Ball (1886-1927)
- Arthur Cravan (1887-1918)
- Jean Crotti (1878-1958)
- Theo van Doesburg (1883-1931)
- Marcel Duchamp (1887-1968)
- Max Ernst (1881-1976)
- Julius Evola (1898-1974)
- George Grosz (1893-1959)
- Raoul Hausmann (1886-1971)
- John Heartfield (1891-1968)
- Emmy Hennings (1885-1948)
- Hannah Höch (1889-1978)
- Richard Huelsenbeck (1892-1974)
- Marcel Janco (1895-1984)
- Paul Joostens (1889-1960)
- Rudolf von Laban (1879-1958)
- Paul van Ostaijen (1896-1928)
- Clément Pansaers (1885-1922)
- Francis Picabia (1879-1953)
- Man Ray (1890-1976)
- Otto van Rees (1884-1957)
- Georges Ribemont-Dessaignes (1884-1974)
- Hans Richter (1888-1976)
- Thijs Rinsema (1877-1947)
- Kurt Schwitters (1897-1948)
- Walter Serner (1889-1942)
- Philippe Soupault (1897-1990)
- Sophie Taeuber-Arp (1889-1943)
- Tristan Tzara (1896-1963)
- Beatrice Wood (1893-1998)

## Afbeeldingen

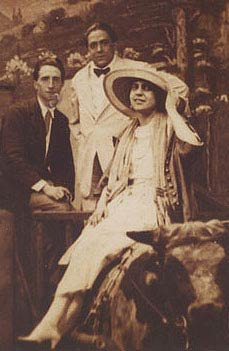
Marcel Duchamp, Francis Picabia en Beatrice Wood, 1917
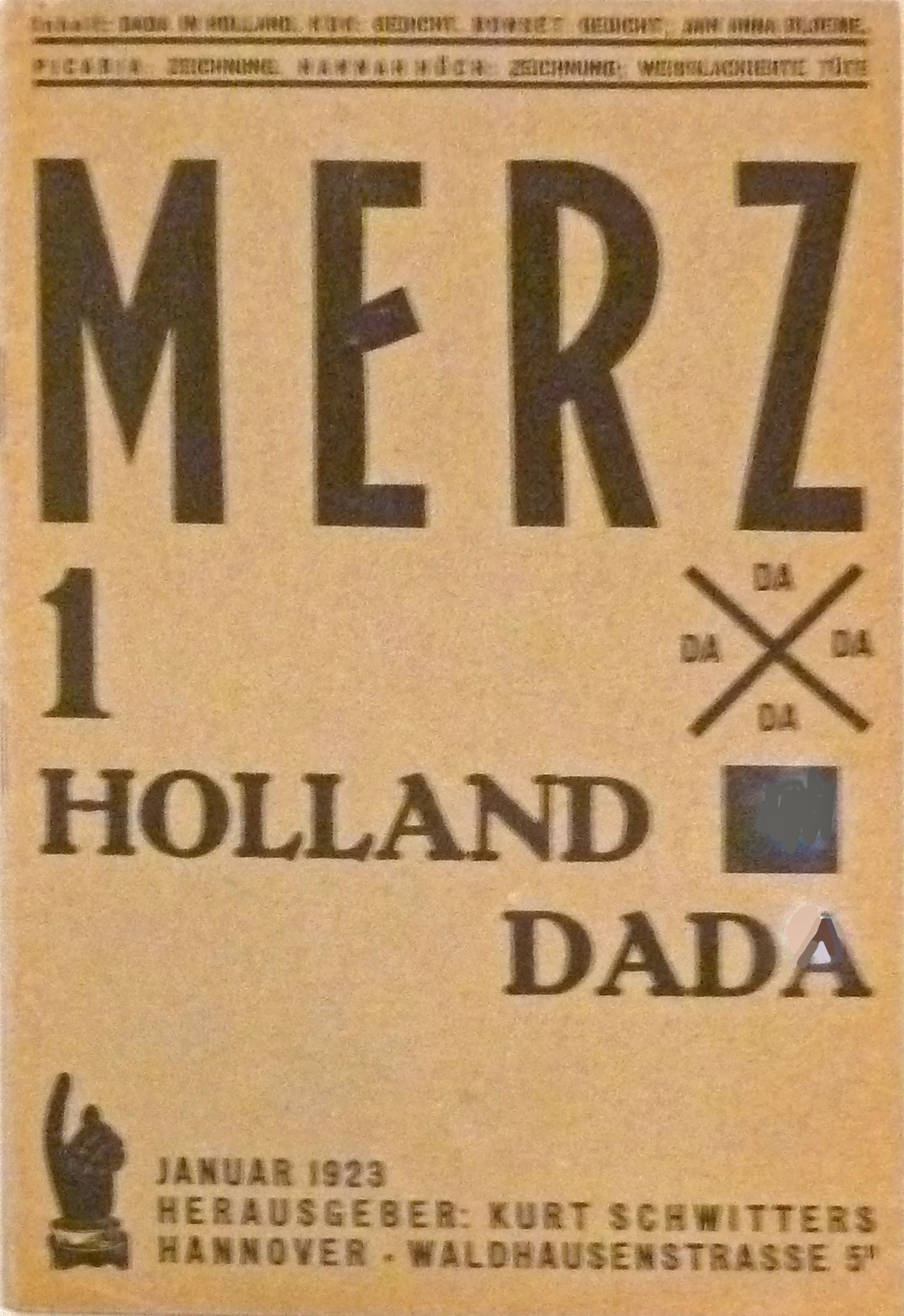
Merz 1: Holland Dada (1923)
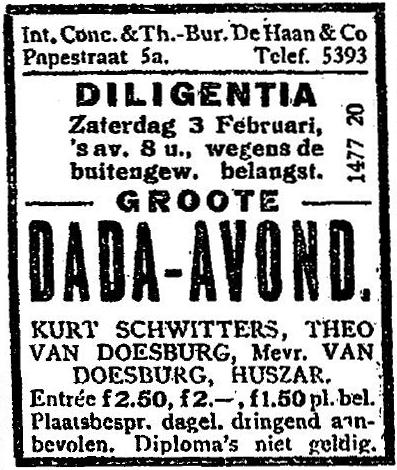
Advertentie voor een Dada Avond uit 1923
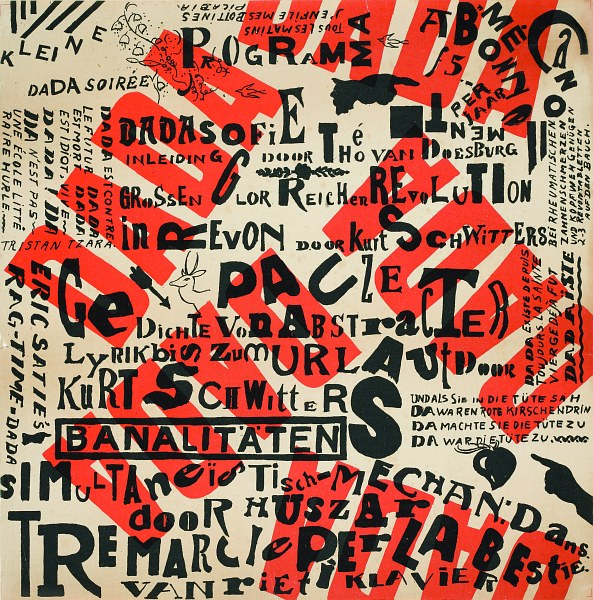
Theo van Doesburg: affiche voor Dada-Soiree, 1922

## Trivia
- Er bestaat een kunsttijdschrift DADA dat niets van doen heeft met de kunststroming.

absolute schilderkunst ·  abstract expressionisme · abstracte kunst · academische kunst · actionpainting · art brut · art deco · classicisme · colorfieldpainting · dadaïsme · expressionisme · fauvisme · figuratieve kunst · futurisme · hard edge · hyperrealisme · impressionisme · informele schilderkunst · jugendstil · kubisme · luminisme · magisch realisme · maniërisme · minimal art · naïeve kunst · naturalisme · neo-expressionisme · neo-impressionisme · nieuwe beelding · nieuwe zakelijkheid · op-art · orphisme · oriëntalisme · piëtisme · pittura metafisica · pixel art · pointillisme · popart · postimpressionisme · prerafaëlieten · primitivisme · realisme · romaans . romantiek · sociaal realisme · suprematisme · surrealisme · symbolisme · tachisme